# Muspelheim

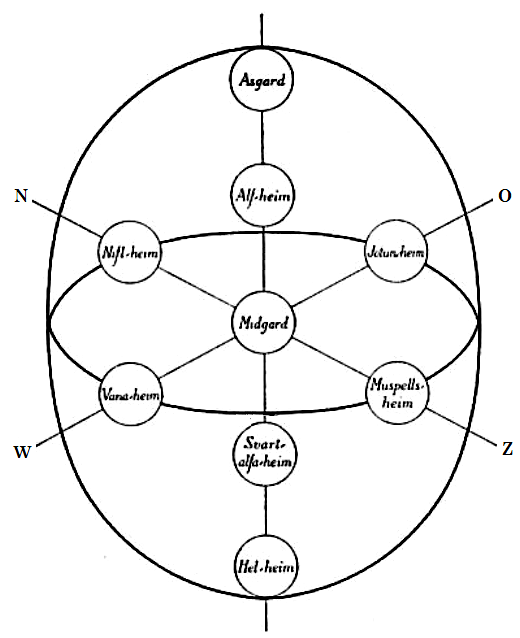
De 9 werelden uit de Noordse mythologie

Muspelheim ("Vlamland"), ook Muspel (Oudnoords Múspellsheimr en Múspell, respectievelijk) is in de Noordse mythologie de vuurwereld. Het is het thuisland van de Vuurreuzen en hun meester Surt.
De hitte van deze wereld contrasteert fel met de ijselijke koude van het tegenoverliggende Niflheim, en waar aan het begin der tijden deze twee werelden met elkaar in contact komen in de gapende kloof, de Ginnungagap, ontstaan heftige processen, waarbij het ijs van Nifleim tot water smelt, en waardoor vonken van Muspelheim wegvliegen die sterren, kometen en planeten doen geboren worden.
Beide werelden zijn volgens het Oudnoords scheppingsverhaal uit de wil van Fimbultyr ontstaan in de eindeloze wereldgrond (Ginnungagap), waar zij ten slotte tot het ontstaan van Ymir bijdragen en daarmee het bestaan van de materie mogelijk maken.
Muspelheim is volgens sommigen vernoemd naar Muspell ('de Wereldsloper') en wordt bewoond door de zonen van Muspell, waarvan Surt ('Zwart') de aanvoerder is. 
Volgens anderen zou Surt slechts een andere naam voor Muspel zijn.
In ieder geval zouden onder leiding van Surt de reuzen de eindstrijd in de Ragnarok tegen de goden ontketenen. Surt en zijn zonen zouden dan eerst de brug Bifröst betreden, maar die zou bezwijken onder hun getrappel. Surt zou ten slotte de werelden met zijn vlammend zwaard Surtalogi in vuur oplossen, te beginnen met Yggdrasil, de Maatboom, Wereldboom of heilige es.
Muspelheim is zo lang nog gescheiden van Midgaard door Myrkviðr ('somber woud'), een duister, ondoordringbaar bos dat ook de psychologische grens tussen goed en kwaad symboliseert.
Alfheim · Asgaard · Helheim · Jotunheim · Midgaard · Muspelheim · Nidavellir/Svartalfheim · Niflheim · Vanaheim